# Leonard Bartliński
Leonard Bartliński de Walenbach herbu Sówka – wicewojewoda pomorski w latach 1666–1667, sędzia tczewski w latach 1667–1669, ławnik tczewski w latach 1642–1667.
Poseł sejmiku generalnego pruskiego na sejmy 1661, 1662, 1666 (II), 1667, 1668 (I), 1668 (II) roku. Poseł na sejm konwokacyjny 1668 roku z powiatów: gdańskiego i tczewskiego.